# Wagoner
Wagoner är administrativ huvudort i Wagoner County i Oklahoma. Enligt 2010 års folkräkning hade Wagoner 8 323 invånare.